# مؤسسة العفيف الثقافية
مؤسسة العفيف الثقافية مؤسسة يمنية غير حكومية، أسسها أحمد جابر عفيف عام 1989،  وهي أول مؤسسة يمنية تعنى بشؤون الأدب والثقافة والبحث العلمي.